# Serie C 2020/21
Die Serie C 2020/21 war die 7. Spielzeit der dritthöchsten italienischen Spielklasse im Fußball der Männer. Sie begann am 26. August 2020 und endete am 2. Mai 2021.

## Teilnehmende Auf- und Absteiger
- die Mannschaften auf den Plätzen 18 bis 20, sowie der der Verlierer der Play-outs der Serie B 2019/20:
  - Trapani Calcio (nachträglich ausgeschlossen) 1
  - SS Juve Stabia
  - AS Livorno
  - AC Perugia Calcio
- die zwei nach der Auflösung von Robur Siena und Sicula Leonzio wieder zugelassenen Absteiger der Serie C 2019/20:
  - AS Giana Erminio
  - FC Ravenna
- die Meister der neun Staffeln der Serie D 2019/20:
  - Luccese 1905
  - Pro Sesto 1913
  - Legnago Salus  2
  - Mantova 1911
  - US Grosseto
  - Matelica Calcio 1921
  - Turris Calcio
  - Foggia Calcio
  - FC Palermo

## Gruppe A

### Teilnehmer
| Logo | Verein                | Stadt              | Region         |
| ---- | --------------------- | ------------------ | -------------- |
|      | US Alessandria Calcio | Alessandria        | Piemont        |
|      | Aurora Pro Patria     | Busto Arsizio      | Lombardei      |
|      | Carrarese Calcio      | Carrara            | Toscana        |
|      | Como 1907             | Como               | Lombardei      |
|      | US Pergolettese 1932  | Crema              | Lombardei      |
|      | AS Giana Erminio      | Gorgonzola         | Lombardei      |
|      | US Grosseto           | Grosseto           | Toskana        |
|      | Calcio Lecco          | Lecco              | Lombardei      |
|      | UC AlbinoLeffe        | Leffe              | Lombardei      |
|      | AS Livorno            | Livorno            | Toskana        |
|      | Lucchese 1905         | Lucca              | Toskana        |
|      | Novara Calcio         | Novara             | Piemont        |
|      | Olbia Calcio 1905     | Olbia              | Sardinien      |
|      | Piacenza Calcio 1919  | Piacenza           | Emilia-Romagna |
|      | US Pistoiese          | Pistoia            | Toscana        |
|      | US Città di Pontedera | Pontedera          | Toscana        |
|      | AC Renate             | Renate             | Lombardei      |
|      | Pro Sesto 1913        | Sesto San Giovanni | Lombardei      |
|      | Juventus Turin U23    | Turin              | Piemont        |
|      | FC Pro Vercelli       | Vercelli           | Piemont        |

### Abschlusstabelle
| Pl. | Verein                   | Sp. | S  | U  | N  | Tore    | Diff. | Punkte |
| --- | ------------------------ | --- | -- | -- | -- | ------- | ----- | ------ |
| 1.  | Como 1907                | 38  | 23 | 6  | 9  | 059:440 | +15   | 75     |
| 2.  | US Alessandria Calcio    | 38  | 20 | 8  | 10 | 048:290 | +19   | 68     |
| 3.  | AC Renate                | 38  | 19 | 8  | 11 | 047:360 | +11   | 65     |
| 4.  | FC Pro Vercelli          | 38  | 17 | 12 | 9  | 048:350 | +13   | 63     |
| 5.  | Aurora Pro Patria        | 38  | 16 | 13 | 9  | 037:280 | +9    | 61     |
| 6.  | Calcio Lecco             | 38  | 16 | 12 | 10 | 050:360 | +14   | 60     |
| 7.  | UC AlbinoLeffe           | 38  | 14 | 15 | 9  | 043:360 | +7    | 57     |
| 8.  | US Città di Pontedera    | 38  | 14 | 13 | 11 | 047:400 | +7    | 55     |
| 9.  | US Grosseto (N)          | 38  | 14 | 12 | 12 | 043:410 | +2    | 54     |
| 10. | Juventus Turin U23       | 38  | 14 | 10 | 14 | 052:500 | +2    | 52     |
| 11. | Novara Calcio            | 38  | 12 | 13 | 13 | 048:490 | −1    | 49     |
| 12. | Piacenza Calcio 1919 (U) | 38  | 12 | 13 | 13 | 047:480 | −1    | 49     |
| 13. | Olbia Calcio 1905        | 38  | 10 | 17 | 11 | 047:470 | ±0    | 47     |
| 14. | AS Giana Erminio         | 38  | 11 | 11 | 16 | 036:450 | −9    | 44     |
| 15. | US Pergolettese 1932     | 38  | 12 | 8  | 18 | 045:520 | −7    | 44     |
| 16. | Carrarese Calcio         | 38  | 11 | 11 | 16 | 034:400 | −6    | 44     |
| 17. | Pro Sesto 1913 (N)       | 38  | 10 | 13 | 15 | 031:450 | −14   | 43     |
| 18. | US Pistoiese 1           | 38  | 8  | 7  | 23 | 027:520 | −25   | 31     |
| 19. | Lucchese 1905 (N) 2      | 38  | 6  | 13 | 19 | 036:600 | −24   | 31     |
| 20. | AS Livorno (A)           | 38  | 7  | 13 | 18 | 041:530 | −12   | 34     |

Platzierungskriterien: 1. Punkte – 2. Direkter Vergleich (Punkte, Tordifferenz, geschossene Tore) – 3. Tordifferenz – 4. geschossene Tore

| Zum Saisonende 2020/21: |                                    |
| Meister der Gruppe, Aufstieg in die Serie B 2021/22 und Teilnahme an der Supercoppa Serie C Teilnahme an den Play-offs Abstieg in die Serie D 2021/22 |                                    |
| |                                    |
| Zum Saisonende 2019/20: |                                    |
| (U) | Umgruppierung                      |
| (N) | Aufsteiger aus der Serie D 2019/20 |
| |                                    |

## Gruppe B

### Teilnehmer
| Logo | Verein                  | Stadt                    | Region                  |
| ---- | ----------------------- | ------------------------ | ----------------------- |
|      | US Arezzo               | Arezzo                   | Toskana                 |
|      | FC Südtirol             | Bozen                    | Trentino-Südtirol       |
|      | FC Carpi                | Carpi                    | Emilia-Romagna          |
|      | FC Cesena               | Cesena                   | Emilia-Romagna          |
|      | Alma Juventus Fano 1906 | Fano                     | Marken                  |
|      | AS Gubbio 1910          | Gubbio                   | Umbrien                 |
|      | Imolese Calcio 1919     | Imola                    | Emilia-Romagna          |
|      | Legnago Salus           | Legnago                  | Venetien                |
|      | Macerata                | Macerata                 | Marken                  |
|      | Matelica Calcio 1921    | Matelica                 | Marken                  |
|      | FC Fermana              | Massa Fermana            | Marken                  |
|      | FC Modena               | Modena                   | Emilia-Romagna          |
|      | Calcio Padova           | Padua                    | Venetien                |
|      | AC Perugia Calcio       | Perugia                  | Umbrien                 |
|      | Vis Pesaro              | Pesaro                   | Marken                  |
|      | FC Ravenna              | Ravenna                  | Emilia-Romagna          |
|      | Feralpisalò             | Salò                     | Lombardei               |
|      | SS Sambenedettese       | San Benedetto del Tronto | Marken                  |
|      | US Triestina            | Triest                   | Friaul-Julisch Venetien |
|      | Virtus Verona           | Verona                   | Venetien                |

### Abschlusstabelle
| Pl. | Verein                   | Sp. | S  | U  | N  | Tore    | Diff. | Punkte |
| --- | ------------------------ | --- | -- | -- | -- | ------- | ----- | ------ |
| 1.  | AC Perugia Calcio (A)    | 38  | 23 | 10 | 5  | 067:300 | +37   | 79     |
| 2.  | Calcio Padova            | 38  | 24 | 7  | 7  | 068:260 | +42   | 79     |
| 3.  | FC Südtirol              | 38  | 21 | 12 | 5  | 066:290 | +37   | 75     |
| 4.  | FC Modena                | 38  | 21 | 7  | 10 | 051:280 | +23   | 70     |
| 5.  | Feralpisalò              | 38  | 17 | 9  | 12 | 054:460 | +8    | 60     |
| 6.  | US Triestina             | 38  | 15 | 14 | 9  | 048:400 | +8    | 59     |
| 7.  | FC Cesena                | 38  | 15 | 12 | 11 | 051:420 | +9    | 57     |
| 8.  | Matelica Calcio 1921 (N) | 38  | 16 | 8  | 14 | 059:620 | −3    | 56     |
| 9.  | SS Sambenedettese 1      | 38  | 14 | 12 | 12 | 043:430 | ±0    | 50     |
| 10. | Mantova 1911 (N)         | 38  | 12 | 13 | 13 | 047:490 | −2    | 49     |
| 11. | Virtus Verona            | 38  | 11 | 16 | 11 | 043:440 | −1    | 49     |
| 12. | AS Gubbio 1910           | 38  | 12 | 12 | 14 | 040:450 | −5    | 48     |
| 13. | FC Fermana               | 38  | 9  | 15 | 14 | 031:440 | −13   | 42     |
| 14. | Vis Pesaro               | 38  | 11 | 8  | 19 | 041:570 | −16   | 41     |
| 15. | FC Carpi 2               | 38  | 10 | 11 | 17 | 045:620 | −17   | 41     |
| 16. | Legnago Salus (N)        | 38  | 8  | 14 | 16 | 035:470 | −12   | 38     |
| 17. | Imolese Calcio 1919      | 38  | 9  | 8  | 21 | 034:550 | −21   | 35     |
| 18. | Alma Juventus Fano 1906  | 38  | 5  | 18 | 15 | 032:470 | −15   | 33     |
| 19. | FC Ravenna               | 38  | 6  | 12 | 20 | 032:620 | −30   | 30     |
| 20. | US Arezzo (U)            | 38  | 5  | 14 | 19 | 037:660 | −29   | 29     |

Platzierungskriterien: 1. Punkte – 2. Direkter Vergleich (Punkte, Tordifferenz, geschossene Tore) – 3. Tordifferenz – 4. geschossene Tore

| Zum Saisonende 2020/21: |                                    |
| Meister der Gruppe, Aufstieg in die Serie B 2021/22 und Teilnahme an der Supercoppa Serie C Teilnahme an den Play-offs Teilnahme an den Play-outs Abstieg in die Serie D 2021/22 |                                    |
| |                                    |
| Zum Saisonende 2019/20: |                                    |
| (U) | Umgruppierung                      |
| (A) | Absteiger aus der Serie B 2019/20  |
| (N) | Aufsteiger aus der Serie D 2019/20 |
| |                                    |

## Gruppe C

### Teilnehmer
| Logo | Verein                    | Stadt                   | Region     |
| ---- | ------------------------- | ----------------------- | ---------- |
|      | US Avellino 1912          | Avellino                | Kampanien  |
|      | SSC Bari                  | Bari                    | Apulien    |
|      | AS Bisceglie              | Bisceglie               | Apulien    |
|      | FC Casertana              | Caserta                 | Kampanien  |
|      | SS Juve Stabia            | Castellammare di Stabia | Kampanien  |
|      | Catania Calcio            | Catania                 | Sizilien   |
|      | US Catanzaro 1929         | Catanzaro               | Kalabrien  |
|      | Cavese 1919               | Cava de’ Tirreni        | Kampanien  |
|      | Foggia Calcio             | Foggia                  | Apulien    |
|      | Virtus Francavilla Calcio | Francavilla Fontana     | Apulien    |
|      | SS Monopoli 1966          | Monopoli                | Apulien    |
|      | Paganese Calcio 1926      | Pagani                  | Kampanien  |
|      | FC Palermo                | Palermo                 | Sizilien   |
|      | Potenza Calcio            | Potenza                 | Basilikata |
|      | Teramo Calcio             | Teramo                  | Abruzzen   |
|      | Ternana Calcio            | Terni                   | Umbrien    |
|      | Turris Calcio             | Torre del Greco         | Kampanien  |
|      | US Vibonese Calcio        | Vibo Valentia           | Kalabrien  |
|      | AS Viterbese Castrense    | Viterbo                 | Latium     |

### Abschlusstabelle
| Pl. | Verein                    | Sp. | S  | U  | N  | Tore    | Diff. | Punkte |
| --- | ------------------------- | --- | -- | -- | -- | ------- | ----- | ------ |
| 1.  | Ternana Calcio            | 36  | 28 | 6  | 2  | 095:320 | +63   | 90     |
| 2.  | US Catanzaro 1929         | 36  | 19 | 11 | 6  | 044:290 | +15   | 68     |
| 3.  | US Avellino 1912          | 36  | 20 | 8  | 8  | 053:330 | +20   | 68     |
| 4.  | SSC Bari                  | 36  | 18 | 9  | 9  | 052:340 | +18   | 63     |
| 5.  | SS Juve Stabia (A)        | 36  | 18 | 7  | 11 | 051:390 | +12   | 61     |
| 6.  | Catania Calcio 1          | 36  | 17 | 10 | 9  | 050:380 | +12   | 59     |
| 7.  | FC Palermo (N)            | 36  | 14 | 11 | 11 | 044:400 | +4    | 53     |
| 8.  | Teramo Calcio             | 36  | 13 | 13 | 10 | 038:340 | +4    | 52     |
| 9.  | Foggia Calcio (N)         | 36  | 14 | 9  | 13 | 036:390 | −3    | 51     |
| 10. | FC Casertana 2            | 36  | 13 | 6  | 17 | 047:590 | −12   | 45     |
| 11. | SS Monopoli 1966          | 36  | 10 | 11 | 15 | 043:510 | −8    | 41     |
| 12. | AS Viterbese Castrense    | 36  | 9  | 13 | 14 | 036:420 | −6    | 40     |
| 13. | Potenza Calcio            | 36  | 10 | 9  | 17 | 038:520 | −14   | 39     |
| 14. | Turris Calcio (N)         | 36  | 9  | 12 | 15 | 040:560 | −16   | 39     |
| 15. | Virtus Francavilla Calcio | 36  | 9  | 11 | 16 | 032:440 | −12   | 38     |
| 16. | US Vibonese Calcio 3      | 36  | 6  | 18 | 12 | 034:370 | −3    | 36     |
| 17. | Paganese Calcio 1926      | 36  | 7  | 11 | 18 | 026:490 | −23   | 32     |
| 18. | AS Bisceglie              | 36  | 7  | 9  | 20 | 028:510 | −23   | 30     |
| 19. | Cavese 1919               | 36  | 5  | 8  | 23 | 027:550 | −28   | 23     |
| 20. | Trapani Calcio 4          | 0   | 0  | 0  | 0  | 000:000 | ±0    | 0      |

Platzierungskriterien: 1. Punkte – 2. Direkter Vergleich (Punkte, Tordifferenz, geschossene Tore) – 3. Tordifferenz – 4. geschossene Tore

| Zum Saisonende 2020/21: |                                    |
| Meister der Gruppe, Aufstieg in die Serie B 2021/22 und Teilnahme an der Supercoppa Serie C Teilnahme an den Play-offs Teilnahme an den Play-outs Abstieg in die Serie D 2021/22 |                                    |
| |                                    |
| Zum Saisonende 2019/20: |                                    |
| (U) | Umgruppierung                      |
| (N) | Aufsteiger aus der Serie D 2019/20 |
| |                                    |

## Play-offs

### Gruppe A
Die Mannschaften auf den Plätzen 5 bis 10 der Gruppe A traten hier gegeneinander an. Die Teams der Plätze 2 bis 4 erhielten dabei ein Freilos für die zweite bzw. die Finalrunde. Endete eine Begegnung remis, kam die Mannschaft mit der besseren Platzierung in der Abschlusstabelle weiter.
1. Runde
Die Spiele des 5. – 10., 6. – 9. und 7. – 8. wurden am 9. Mai 2021 ausgetragen.
|                 | Ergebnis |                       |
| --------------- | -------- | --------------------- |
| FC Pro Vercelli | 1:3      | Juventus Turin U23    |
| Calcio Lecco    | 1:4      | US Grosseto           |
| UC AlbinoLeffe  | 1:0      | US Città di Pontedera |

2. Runde
Die Spiele wurden am 19. Mai 2021 ausgetragen.
|                 | Ergebnis |                    |
| --------------- | -------- | ------------------ |
| FC Pro Vercelli | 1:0      | Juventus Turin U23 |
| UC AlbinoLeffe  | 2:1      | US Grosseto        |

### Gruppe B
Die Mannschaften auf den Plätzen 5 bis 10 der Gruppe B traten hier gegeneinander an. Die Teams der Plätze 2 bis 4 erhielten dabei ein Freilos für die zweite bzw. die Finalrunde. Endete eine Begegnung remis, kam die Mannschaft mit der besseren Platzierung in der Abschlusstabelle weiter.
1. Runde
Die Spiele des 7. – 10. und 8. – 9. wurden am 9. Mai 2021 ausgetragen. Das Spiel des 6. – 11., am 16. Mai 2021.
|                      | Ergebnis |                   |
| -------------------- | -------- | ----------------- |
| FC Cesena            | 2:1      | Mantova 1911      |
| Matelica Calcio 1921 | 3:1      | SS Sambenedettese |
| US Triestina         | 0:1      | Virtus Verona     |

2. Runde
Die Spiele wurden am 19. Mai 2021 ausgetragen.
|             | Ergebnis |                      |
| ----------- | -------- | -------------------- |
| Feralpisalò | 1:1      | Virtus Verona        |
| FC Cesena   | 2:3      | Matelica Calcio 1921 |

### Gruppe C
Die Mannschaften auf den Plätzen 5 bis 10 der Gruppe C traten hier gegeneinander an. Die Teams der Plätze 2 bis 4 erhielten dabei ein Freilos für die zweite bzw. die Finalrunde. Endete eine Begegnung remis, kam die Mannschaft mit der besseren Platzierung in der Abschlusstabelle weiter.
1. Runde
Die Spiele des 5. – 10., 6. – 9. und 7. – 8. wurden am 9. Mai 2021 ausgetragen.
|                | Ergebnis |               |
| -------------- | -------- | ------------- |
| SS Juve Stabia | 1:1      | FC Casertana  |
| Catania Calcio | 1:3      | Foggia Calcio |
| FC Palermo     | 2:0      | Teramo Calcio |

2. Runde
Die Spiele wurden am 16. Mai 2021 ausgetragen.
|                | Ergebnis |               |
| -------------- | -------- | ------------- |
| SSC Bari       | 3:1      | Foggia Calcio |
| SS Juve Stabia | 0:2      | FC Palermo    |

### Finalrunde
Die Sieger aus den jeweiligen 2. Runden sowie die Mannschaften, die aufgrund ihrer Tabellenplatzierungen Freilose erhielten, spielten hier gruppenübergreifend in Hin- und Rückspielen gegeneinander. Die Dritt-, Viertplatzierten und das beste Team der 2. Runde spielte zuerst auswärts. Die Hinspiele wurden am 23., die Rückspiele am 26. Mai 2021 ausgetragen. Stand es nach zwei Partien unentschieden, kam die Mannschaft mit der besseren Platzierung in ihrer jeweiligen Gruppentabelle weiter.
Viertelfinale
|                      | Gesamt |                  | Hinspiel | Rückspiel |
| -------------------- | ------ | ---------------- | -------- | --------- |
| Matelica Calcio 1921 | 2:2    | AC Renate        | 1:1      | 1:1       |
| FC Pro Vercelli      | 3:3    | FC Südtirol      | 2:1      | 1:2       |
| FC Palermo           | 1:1    | US Avellino 1912 | 1:0      | 0:1       |
| UC AlbinoLeffe       | 2:1    | FC Modena        | 0:1      | 2:0       |
| Feralpisalò          | 1:0    | SSC Bari         | 1:0      | 0:0       |

Die Sieger aus den vorherigen Partien, sowie die drei Zweitplatzierten traten hier in Hin- und Rückspielen gegeneinander an. Die Hinspiele wurden am 30. Mai, die Rückspiele am 2. Juni 2021 ausgetragen. Stand es nach zwei Partien unentschieden, kam die Mannschaft mit der besseren Platzierung in ihrer jeweiligen Gruppentabelle weiter.
Halbfinale
|                  | Gesamt |                       | Hinspiel | Rückspiel |
| ---------------- | ------ | --------------------- | -------- | --------- |
| Feralpisal       | 1:1    | US Alessandria Calcio | 1:0      | 0:1       |
| AC Renate        | 4:4    | Calcio Padova         | 1:3      | 3:1       |
| UC AlbinoLeffe   | 2:1    | US Catanzaro 1929     | 1:1      | 1:0       |
| US Avellino 1912 | 2:1    | FC Südtirol           | 2:0      | 0:1       |

Die letzten vier Mannschaften traten hier in Hin- und Rückspielen gegeneinander an. Die Hinspiele wurden am 6. und 9., die Rückspiele am 13. und 17. Juni 2021 ausgetragen. Stand es nach zwei Partien unentschieden, wurde eine Entscheidung per Verlängerung und anschließend im Elfmeterschießen herbeigeführt. Die beiden Sieger stiegen in die Serie B auf.
Finale
|                | Gesamt |                       | Hinspiel | Rückspiel |
| -------------- | ------ | --------------------- | -------- | --------- |
| Calcio Padova  | 4:4    | US Avellino 1912      | 1:1      | 1:0       |
| UC AlbinoLeffe | 3:4    | US Alessandria Calcio | 1:2      | 2:2 n. V. |

## Play-outs
Die sechs schlechtesten Mannschaften aus der Gruppenphase, die nicht bereits regulär abgestiegen waren, spielten hier in Hin- und Rückspielen um den Klassenerhalt.
Die Hinspiele wurden am 15., die Rückspiele am 22. Mai 2021 ausgetragen. Bei Gleichstand nach beiden Spielen stieg die Mannschaft mit der niedrigeren Platzierung in der Abschlusstabelle ab.
|                         | Gesamt |                      | Hinspiel | Rückspiel |
| ----------------------- | ------ | -------------------- | -------- | --------- |
| FC Ravenna              | 0:4    | Legnano Salus        | 0:1      | 0:3       |
| Alma Juventus Fano 1906 | 1:1    | Imolese Calcio 1919  | 0:0      | 1:1       |
| AS Bisceglie            | 4:4    | Paganese Calcio 1926 | 2:1      | 2:3       |

## Supercoppa Serie C
Hier spielten die drei Staffelmeister den Supercup aus.
|            |                   | Ergebnis |                   |
| ---------- | ----------------- | -------- | ----------------- |
| 08.05.2021 | AC Perugia Calcio | 2:1      | Como 1907         |
| 15.05.2021 | Como 1907         | 0:3      | Ternana Calcio    |
| 22.05.2021 | Ternana Calcio    | 1:0      | AC Perugia Calcio |

| Pl. | Verein            | Sp. | S | U | N | Tore    | Diff. | Punkte |
| --- | ----------------- | --- | - | - | - | ------- | ----- | ------ |
| 1.  | Ternana Calcio    | 2   | 2 | 0 | 0 | 004:000 | +4    | 06     |
| 2.  | AC Perugia Calcio | 2   | 1 | 0 | 1 | 002:200 | ±0    | 03     |
| 3.  | Como 1907         | 2   | 0 | 0 | 2 | 001:500 | −4    | 0      |